# Patrice Canayer
Patrice Canayer (* 4. April 1961 in Nîmes, Frankreich) ist ein französischer Handballtrainer. Er trainierte zuletzt den französischen Erstligisten Montpellier HB.
In seiner aktiven Zeit spielte Canayer bei Spuc Bordeaux und Paris Racing Asnieres.

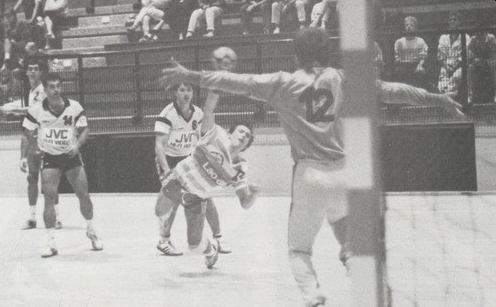
Patrice Canayer beim Torwurf (1986).

Bereits mit 29 Jahren beendete er seine Spielerkarriere und wurde Trainer bei seinem Club. Dort blieb er weitestgehend erfolglos, sodass er 1994 zu Montpellier HB ging, einem Club, der erst 1992 aufgestiegen war und bis zu diesem Zeitpunkt stets gegen den Klassenerhalt kämpfte, dem aufgrund seines 1993 gegründeten Nachwuchszentrums aber auch eine große Zukunft vorausgesagt wurde.
Mit Canayer begann der kometenhafte Aufstieg Montpelliers. Der neue Trainer formte aus Nachwuchsspielern wie zum Beispiel Grégory Anquetil Nationalspieler und schuf ein internationales Spitzenteam. Schon in der ersten Saison wurde Montpellier Meister, es folgten bis heute noch 13 weitere Meisterschaften, 12 Pokalsiege und als Höhepunkt 2003 der Gewinn der EHF Champions League. Canayer führte in dieser Zeit sämtliche Spieler wie Nikola Karabatić, Jérôme Fernandez oder Thierry Omeyer an die Weltspitze. Nach der Saison 2023/24 beendete er seine Tätigkeit bei Montpellier HB.
2004 lehnte Patrice Canayer ein Angebot des FC Barcelona, als Trainer Nachfolger von Valero Rivera zu werden, ab.

## Erfolge
Als Trainer:
- Sieger der EHF Champions League: 2003, 2018
- Französischer Meister (14): 1995, 1998, 1999, 2000, 2002, 2003, 2004, 2005, 2006, 2008, 2009, 2010, 2011 und 2012
- Französischer Pokalsieger (12): 1999, 2000, 2001, 2002, 2003, 2005, 2006, 2008, 2009, 2010, 2012 und 2013
- Französischer Ligapokalsieger (9): 2004, 2005, 2006, 2007, 2008, 2010, 2011, 2012 und 2014
- Französischer Supercup (2): 2010 und 2011